# الغطس في الألعاب الأولمبية الصيفية 2016
أقيمت منافسات الغطس في دورة الألعاب الأولمبية الصيفية 2016 في ريو دي جانيرو في الفترة من 07-20 أغسطس في مركز ماريا لينك المائي في بارا دا تيجوكا. تضمنت المنافسة أربع رياضات مائية في دورة الألعاب، بالإضافة إلى السباحة وكرة الماء والسباحة المتزامنة.
كانت المسابقات في ثماني أحداث لكل من الرجال والنساء وهي: الانطلاق 3 أمتار، تزامن الانطلاق 3 أمتار، المنصة 10 أمتار، وتزامن المنصة 10 أمتار.
شارك في المسابقات حوالي 136 رياضي. يجب أن لا تقل أعمار الغواصين عن 16 سنة أو ولدو قبل تاريخ 31 ديسمبر 2016.